# Eduard Gützloe
Eduard Gützloe (* 16. Juni 1814 in Nordkirchen; † 1. Februar 1878 in Wesel) war ein deutscher Jurist und Abgeordneter.

## Leben
Eduard Gützloe studierte unter anderem an der Rheinischen Friedrich-Wilhelms-Universität Rechtswissenschaft und Kameralwissenschaft. 1832 wurde er Mitglied des Corps Guestphalia Bonn. 1836 wurde er Auskultator und 1839 Referendar. Nachdem er Landwehroffizier geworden war, wurde er 1843 Oberlandesgerichtsassessor in Dinslaken, Wesel und Unna. In Unna wurde er zum Kreisgerichtsrat ernannt. Zuletzt war er Kreisgerichtsrat in Wesel. Von 1862 bis 1863, in der 6. und 7. Legislaturperiode, saß Gützloe für den Wahlkreis Düsseldorf 6 im Preußischen Abgeordnetenhaus. Er gehörte der Zentrumsfraktion an. Sein Corps wählte ihn zum Ehrenmitglied.